# Nguyễn Phúc Ngọc Trân
Nguyễn Phúc Ngọc Trân (chữ Hán: 阮福玉珍; 1790 – 1819), phong hiệu Phú Triêm Công chúa (富霑公主), là một công chúa con vua Gia Long nhà Nguyễn trong lịch sử Việt Nam.

## Tiểu sử
Hoàng nữ Ngọc Trân sinh năm Canh Tuất (1790), là con gái thứ tư của vua Gia Long, mẹ là Chiêu dung Hoàng Thị Chức. Năm Gia Long thứ 17 (1818), tháng 3 (âm lịch), công chúa Ngọc Trân lấy chồng là Vệ úy Nguyễn Đức Long, là con trai của Thiếu bảo, Đô thống chế Nguyễn Đức Thịnh.
Năm thứ 18 (1819), mùa hạ, công chúa mất, hưởng dương 30 tuổi, thụy là Tĩnh Chất (靜質), không có con thừa tự. Mộ của bà được táng tại Trúc Lâm (nay là phường Hương Long, thành phố Huế).
Năm Minh Mạng thứ 21 (1840), vua cho đúc các con thú bằng vàng để ban thưởng cho các hoàng thân anh em và các trưởng công chúa. Những người đã mất, vua dụ cho bộ Lễ sắp đủ lễ nghi đem đến giao cho người thừa tự hoặc người giám thủ để thờ. Trưởng công chúa Ngọc Trân được ban cho một con chim loan bằng vàng nặng 3 lạng 2 đồng cân.
Bà Ngọc Trân được truy tặng làm Phú Triêm Trưởng công chúa (富霑長公主) dưới thời Minh Mạng, không rõ là vào năm nào.